# Capela Înălțarea Domnului din Udești

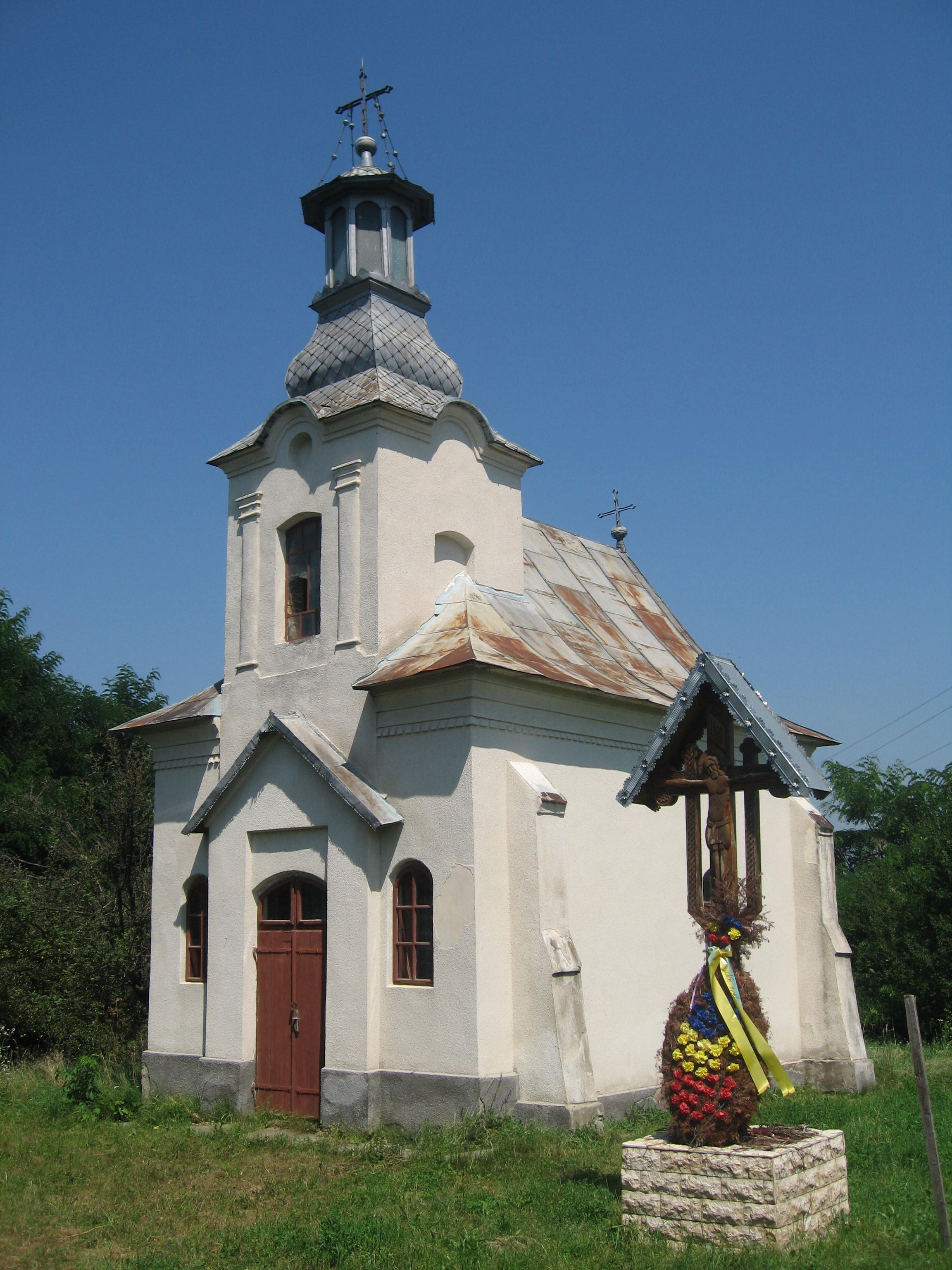
Capela "Înălţarea Domnului" din Udeşti

Capela "Înălțarea Domnului" din Udești este o capelă ortodoxă construită între anii 1925-1936 în satul Udești din comuna omonimă (județul Suceava). Ea a fost construită pe locul unde s-a aflat fosta biserică de lemn a satului.

## Istoric
Capela "Înălțarea Domnului" din Udești a fost construită între anii 1925-1936 pe locul fostei biserici de lemn a satului.  Ea a fost dedicată eroilor neamului care s-au jertfit pe câmpurile de luptă pe care a luptat Armata Română.
În spatele capelei, în apropierea locului unde a fost altarul bisericii de lemn, se află o cruce de piatră. Pe partea din față a crucii este scrisă următoarea inscripție cu caractere chirilice: "Aice(a) odihnesc robii lui Dumnezeu parohul Ioan Popovici cu soțiea sa prezv. Mariea. Vecinica lor pomenire. Vărsta viăți 74 an(i).", în timp ce pe partea din spate este inscripția: "Sau așăzat cu cheltueala paroh(ului) Vasilie Popovici spre pomenire. 1857"
În curtea capelei se află o troiță la care oficialitățile satului depun anual coroane de flori de Ziua Eroilor, care se serbează, prin Legea 379/2003 privind regimul mormintelor și operelor comemorative de război, în sărbătoarea Înălțării Domnului, adică în cea de-a patruzecea zi de la sărbătoarea Învierii Domnului.

## Imagini

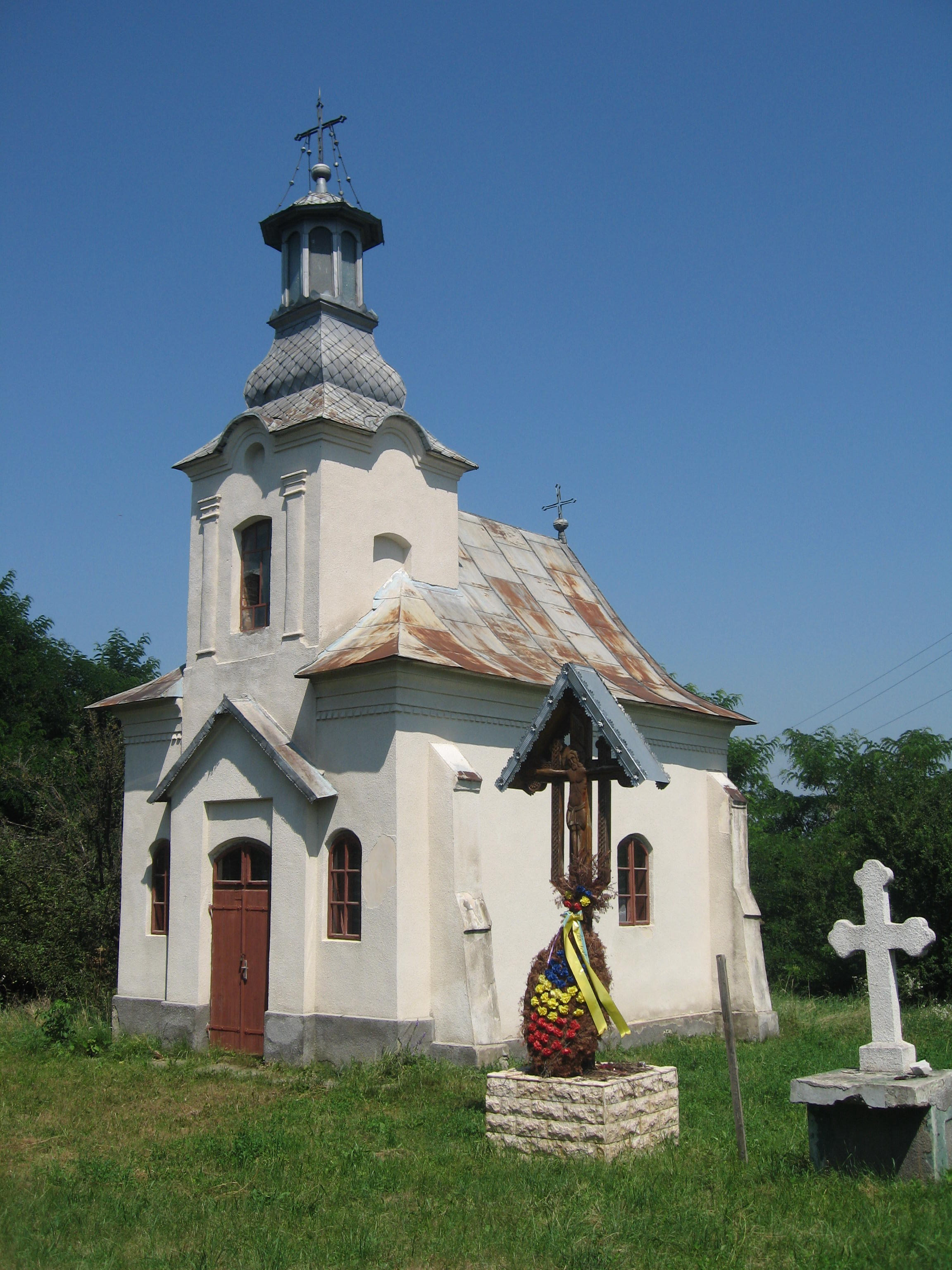
Capela "Înălţarea Domnului" din Udeşti
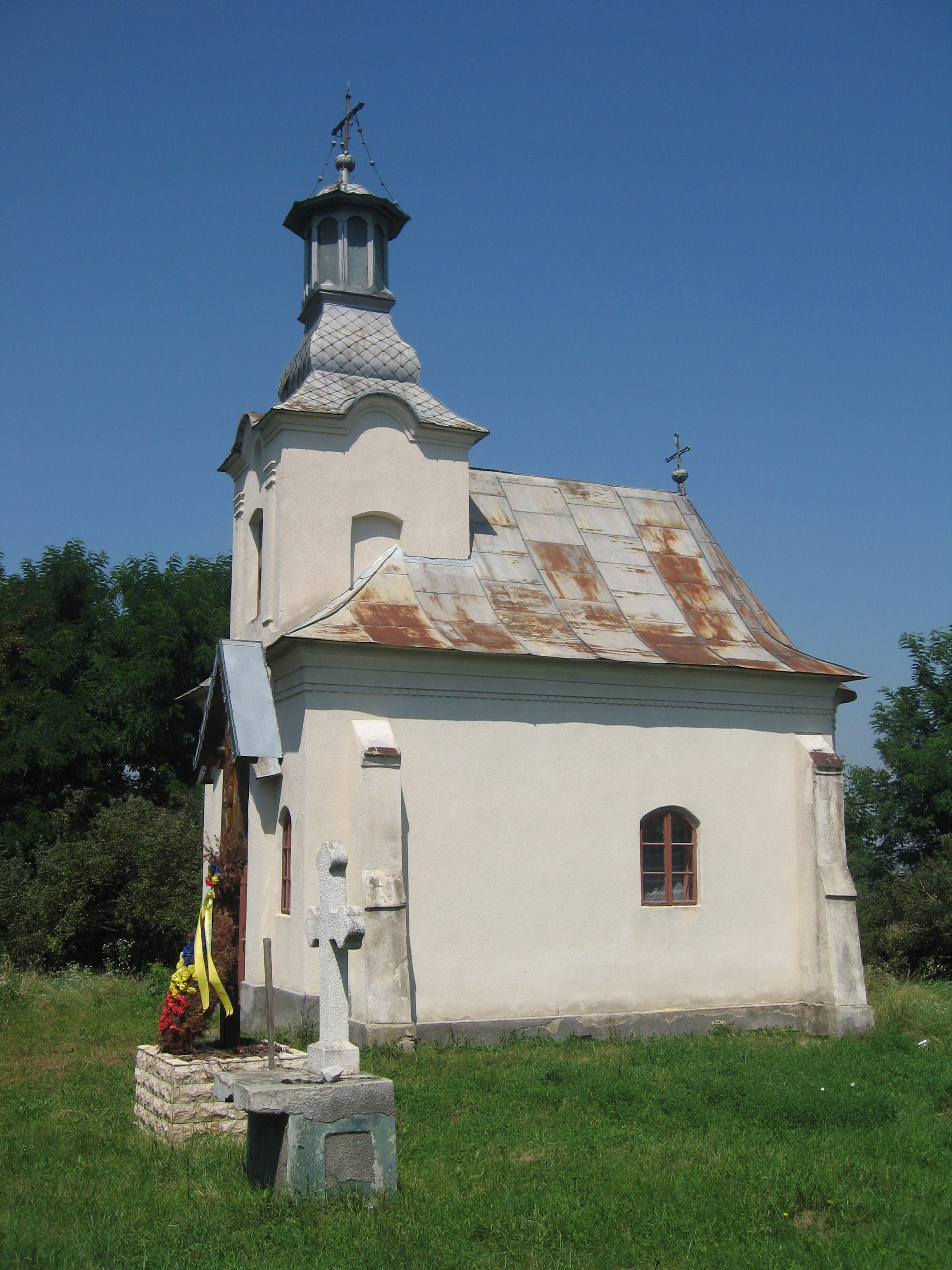
Capela văzută dinspre sud-vest
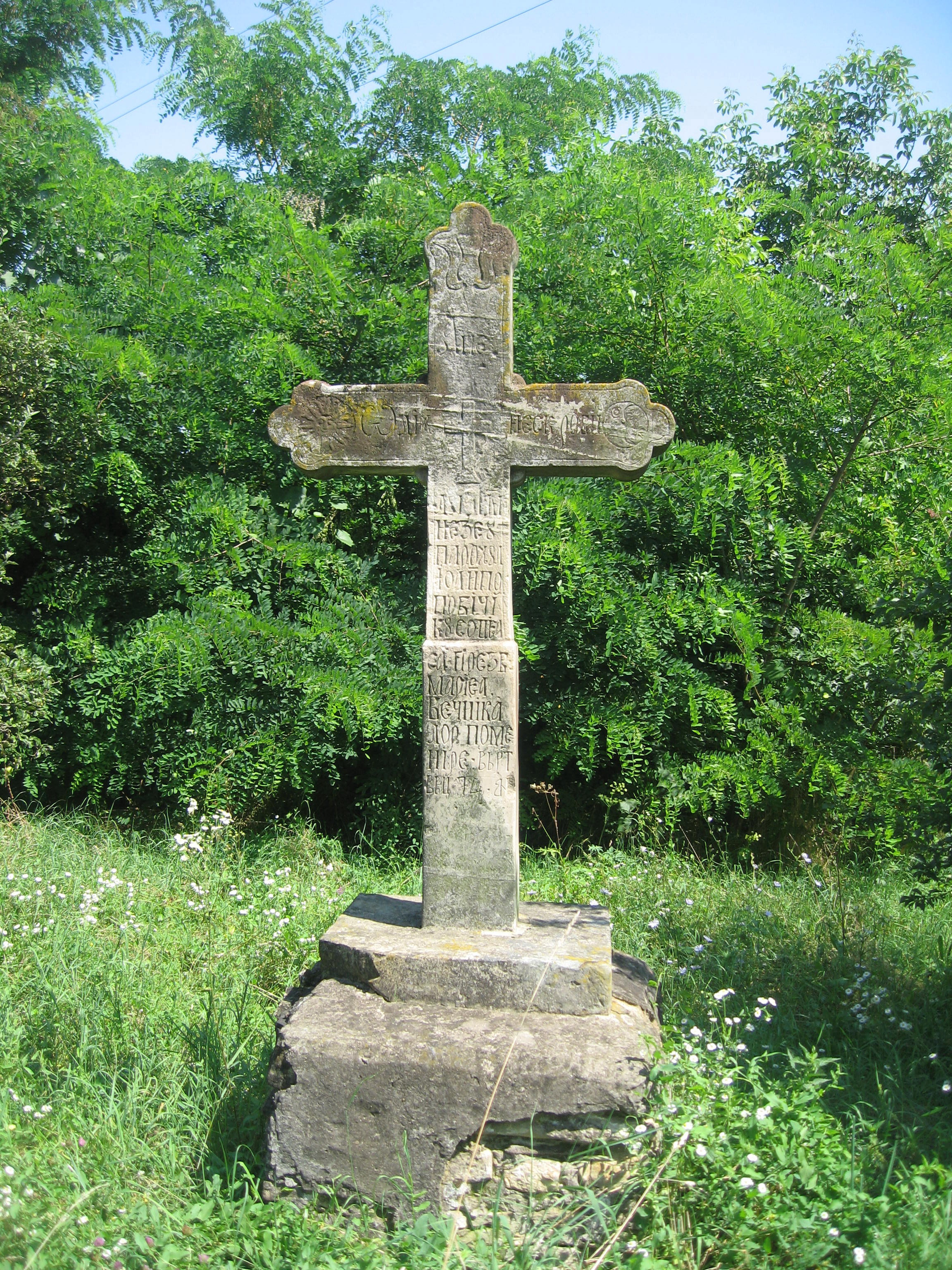
Crucea din spatele capelei
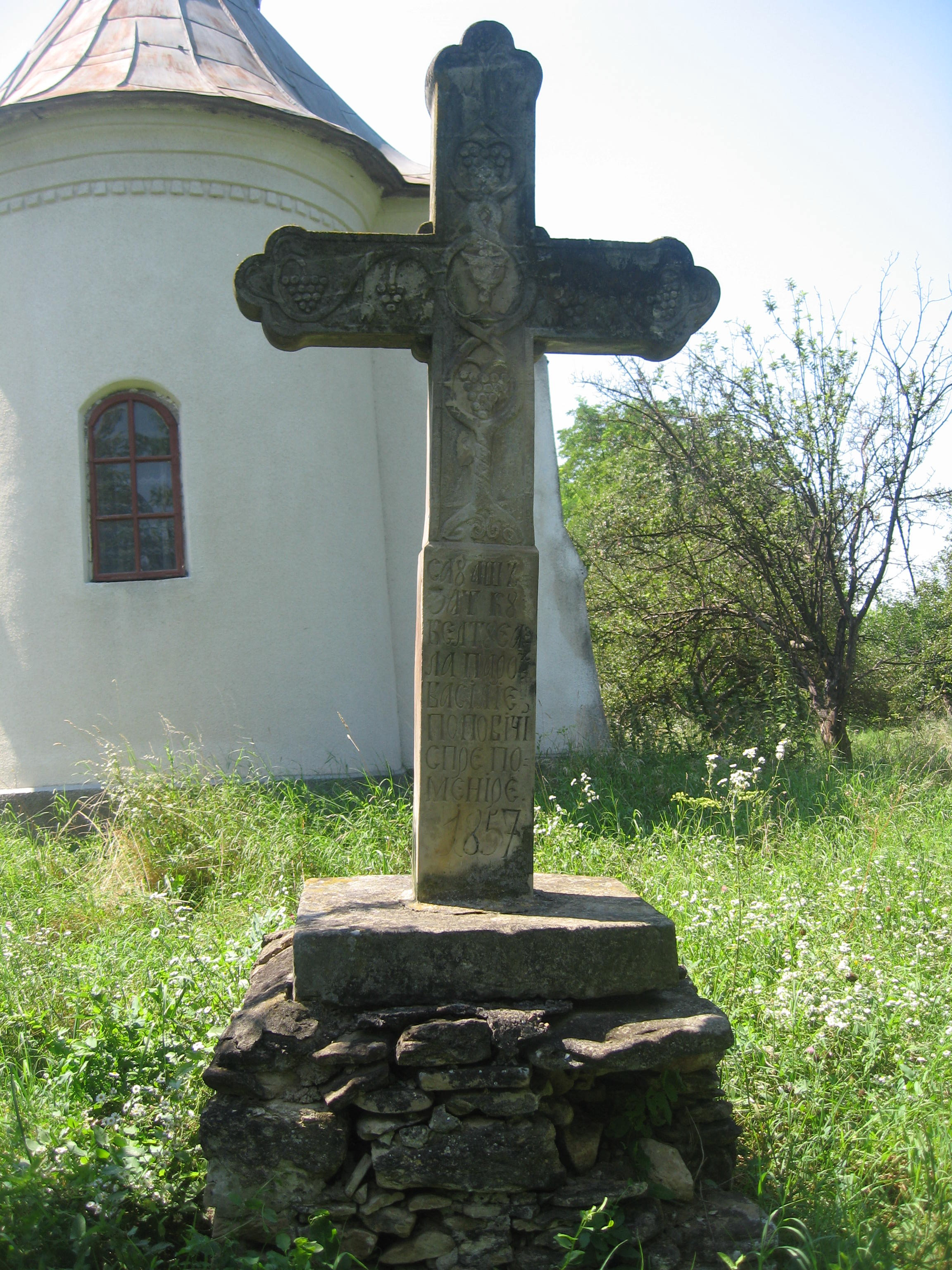
Crucea din spatele capelei